# Camuflatge submarí

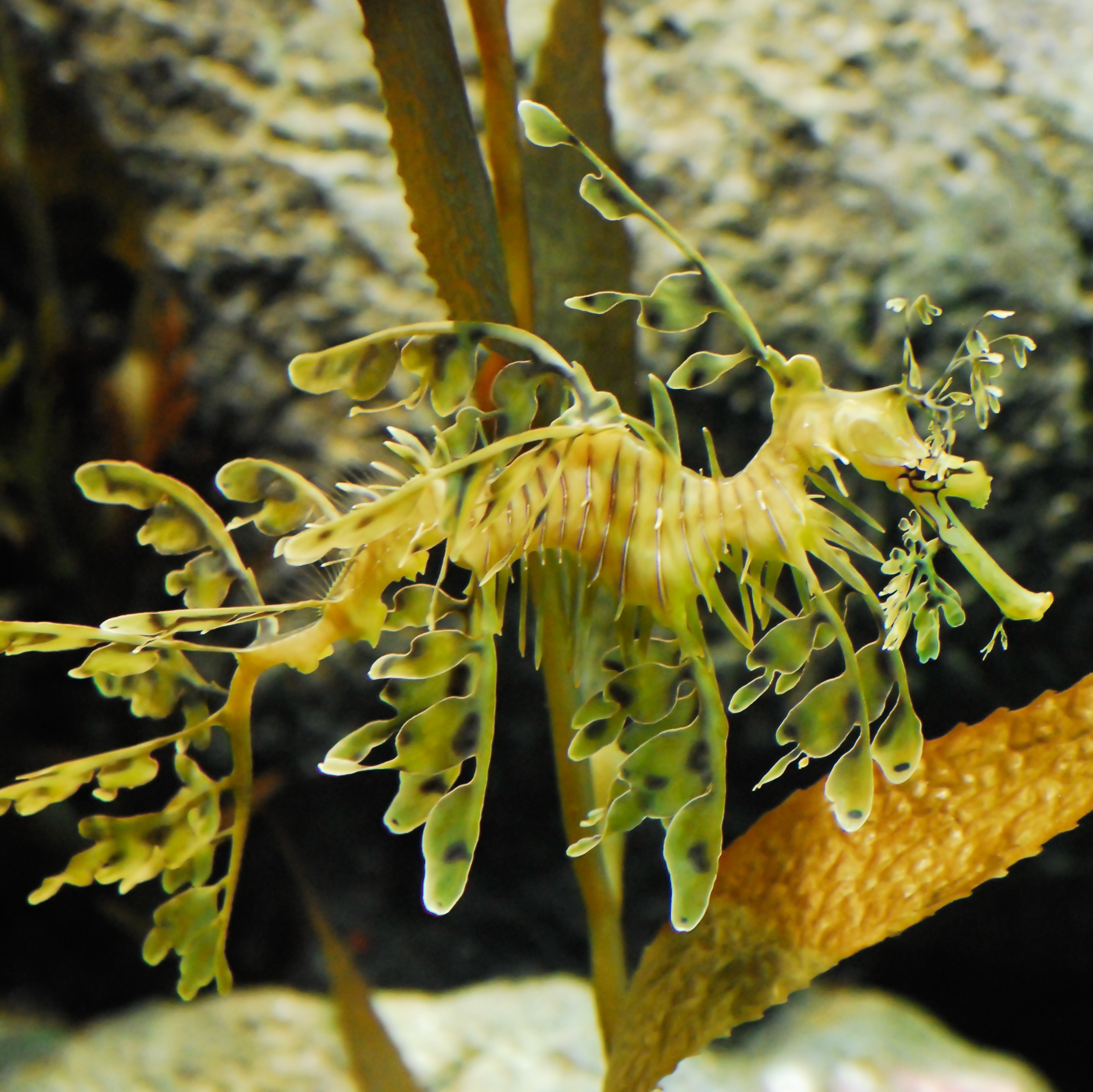
El cavallet de mar foliaci evita ser descobert pels predadors adquirint una coloració, protuberàncies i comportament similar al de les algues.

El camuflatge submarí comprèn el conjunt de mètodes per aconseguir la cripsi – evitació de l'observació – que permet als organismes aquàtics romandre inadvertits per altres organismes com predadors o preses.
El camuflatge en grans masses d'aigua difereix de manera substancial del camuflatge terrestre, ja que l'ambient és homogeni, la il·luminació sempre ve de dalt i generalment no hi ha un fons variable, com sí que passa amb la vegetació terrestre. En l'aigua predominen tres mètodes de camuflatge principals: la transparència, la reflexió i la contrail·luminació. Els dos primers són més importants en els 100 metres superiors de l'oceà; la contrail·luminació, en canvi, és el mètode principal dels 100 fins als 1000 metres de profunditat; més avall, el camuflatge esdevé menys important, ja que hi ha absència de llum.